# Hymenoptila panteli
Hymenoptila panteli är en insektsart som först beskrevs av Bolívar, I. 1914.  Hymenoptila panteli ingår i släktet Hymenoptila och familjen syrsor. Inga underarter finns listade i Catalogue of Life.